# Graziella Corvalán
Graziella Corvalán (Asunción, 1 de junio de 1931) es una socióloga, académica y lingüista paraguaya. Conocida por su labor en la preservación de la lengua guaraní y la creación de uno de los primeros programas de estudios de la mujer en Paraguay. Impulsó políticas públicas contra la discriminación por idioma y género. Recibió la Orden Nacional del Mérito en 2010, el Premio Serafina Dávalos en 2011 y un reconocimiento de la ONU en 2022.

## Primeros años y educación
Gilda Graciela Clementina Espínola Manzoni nació el 1 de junio de 1931, en Asunción, Paraguay, hija de Estefana Consolación Manzoni y Pedro Ramón Cecilio Espínola.   Su padre era abogado, profesor de derecho, miembro de la Cámara de Diputados del Paraguay y miembro de la junta directiva del Banco Central del Paraguay,  hasta que se exilió en Buenos Aires en 1940. Espínola completó su educación primaria y secundaria en Argentina,  antes de que la familia pudiera regresar a Asunción en 1952.  A su regreso al Paraguay, Espínola se casó y tuvo seis hijos: María Eugenia, Gustavo Vidal, Luis María, Silvana Casabianca, Javier, Varón Oddone Corvalán Espínola.   Profesionalmente, a partir de ese momento, fue conocida como Graziella Corvalán. 
Corvalán enseñó inglés en escuelas locales y en el Centro Cultural Paraguayo Americano (CCPA), mientras asistía a la Universidad Nacional de Asunción, donde se graduó como licenciada en lingüística en 1970. Durante sus estudios, asistió a la Universidad de Texas en Austin, bajo una beca Fulbright y obtuvo un certificado para enseñar inglés como segunda lengua en 1969.   Continuó sus estudios completando un posgrado en sociología en el Centro Paraguayo de Estudios Sociológicos (CPES) de la Facultad Latinoamericana de Ciencias Sociales en 1972 y un posgrado en educación en el Centro de Estudios Educativos de la Universidad Iberoamericana en la Ciudad de México en 1975. 

## Carrera
Desde 1964, Corvalán enseñó y formó parte de la junta ejecutiva del Centro Paraguayo de Estudios Sociológicos (CPES). Ese año también se convirtió en editora de la Revista Paraguaya de Sociología, cargo que desempeñaría hasta el año 2000. Corvalán se convirtió en profesora y jefa de cátedra de Sociología y Sociolingüística en el Instituto Superior de Idiomas de la Universidad Nacional de Asunción en 1977. Se convirtió en una defensora y promotora de la educación bilingüe y la preservación de la lengua guaraní. Publicó trabajos que demostraron que, a pesar de que el guaraní era una lengua oficial, junto con el español, la discriminación contra los hablantes de guaraní persistía en el país hasta el siglo XXI. Conservó la jefatura de cátedra hasta el año 2000 y hasta 2005 enseñó en el programa de posgrado en desarrollo de género.
Luego de asistir a la Conferencia Mundial sobre la Mujer de 1985 en Nairobi, Kenia, Corvalán regresó a Paraguay y fundó junto a Mirtha Rivarola el Grupo de Estudios de la Mujer Paraguaya (GEMPA) en el CPES. Al año siguiente GEMPA fundó Enfoques de Mujer, primera revista feminista de Paraguay, que publicó investigaciones sobre los movimientos sociales y la participación de las mujeres en la sociedad. Corvalán dirigió la revista hasta 1995. Junto a Mabel Centurión publicó Bibliografía sobre estudios de la mujer en el Paraguay en 1987. Fue el primer trabajo de este tipo en el país, y señalado por la socióloga argentina María del Carmen Feijoó como un aporte significativo al campo de los estudios de la mujer.
Corvalán fue la primera mujer paraguaya nominada para trabajar con la Convención sobre la eliminación de todas las formas de discriminación contra la mujer y participó en numerosas conferencias de mujeres en África, Europa, Canadá, China y Estados Unidos. A lo largo de 2008 y 2009, Corvalán se desempeñó como asesora de género de la ministra de la Secretaría de la Mujer. En 2010, fue honrada con la Gran Cruz de la Orden Nacional del Mérito, la cual fue entregada por Héctor Lacognata, ministro de Relaciones Exteriores, y Gloria Rubin, ministra de la Mujer. Al año siguiente, Corvalán fue reconocida por la Junta Municipal de Asunción, que le otorgó el premio individual Serafina Dávalos en el Día Internacional de la Mujer, en reconocimiento a su labor nacional e internacional en el mejoramiento de leyes y políticas públicas en materia de mujeres a favor de la igualdad de género. En 2011, asumió la dirección del CPES.  En 2022 fue reconocida por las Naciones Unidas en Paraguay como una de las diez activistas destacadas que habían trabajado por los derechos de las mujeres en el país.

## Trabajos seleccionados
- Canese, Natalia; Corvalán, Graziella (1987). El español del Paraguay: en contacto con el guaraní [Paraguayan Spanish: In Contact with Guarani]. Asunción, Paraguay: Centro Paraguayo de Estudios Sociológicos. OCLC 948232913.[15]
- Corvalán, Graziella; Rehnfeldt, Marilin (1989). Entre el silencio y la voz: mujeres—actoras y autoras de una sociedad en cambio [Between Silence and Voice: Women—Actors and Authors of a Changing Society]. Asunción, Paraguay: Centro Paraguayo de Estudios Sociológicos. OCLC 21764032.[16]
- Guzmán, Virginia; Corvalán, Grazziella; Torres, Aída (2003). La institucionalidad de género en un contexto de cambio de gobierno : el caso de Paraguay [Gender Institutions in a Context of Government Change: The Case of Paraguay]. Santiago, Chile: Naciones Unidas, CEPAL, Unidad Mujer y Desarrollo. ISBN 978-92-1-322278-2.
- Corvalán, Graziella (January–July 2009). «El contexto sociocultural y la perspectiva de género en el bilinguismo paraguayo» [Socio-Cultural Context and Gender Perspective in Paraguayan Bilingualism]. Revista Paraguaya de Sociología (Asunción, Paraguay: Centro Paraguayo de Estudios Sociológicos) 46 (134). ISSN 0035-0354.[17]
- Corvalán, Graziella (2013). Movimiento feminista paraguayo: su construcción social [Paraguayan Feminist Movement: Its Social Construction]. Asunción, Paraguay: Servilibro. ISBN 978-99953-0-512-3.[16]

### Citas
1. ↑  Baptismal record, 1931, p. 391.
2. 1 2 3 4 5 6 7  Sánchez, 2012, p. 194.
3. ↑  Monte Domecq, 1946, p. 109.
4. 1 2 3  Verón, 2009, p. 167.
5. ↑  ABC Color, 2014.
6. ↑  ABC Color, 2017.
7. 1 2 3 4 5  Sánchez, 2012, p. 195.
8. ↑  López, 2010.
9. ↑  Santa Cruz Cosp, 2013, p. 11.
10. ↑  Santa Cruz Cosp, 2013, p. 7.
11. ↑  Feijoó, 1989, p. 22.
12. ↑  Paraguay.com, 2010.
13. ↑  ABC Color, 2011.
14. ↑  Naciones Unidas Paraguay, 2022.
15. ↑  Sánchez, 2012, p. 192.
16. 1 2  Benítez, 2018, p. 141.
17. ↑  Sánchez, 2012, p. 185.